# Хризостом (Столич)
Епископ Хризостом (в миру Йован Столич, серб. Јован Столић; 20 июня 1939, Рума — 18 декабря 2012, Кралево) — архиерей Сербской православной церкви, епископ Жичский (2003—2012).

## Биография
Родился 20 июня 1939 года в городе Руме, где окончил начальную и среднюю школу.
После окончания средней школы поступил в Дечанский монастырь, где 8 ноября 1961 года был пострижен в монашество и 24 ноября рукоположен во иеродиакона, а 4 апреля 1962 года — во иеромонаха епископом Рашско-Призренским Павлом (Стойчевичем).
Позднее был направлен в Америку, где служил помощником настоятеля в Чикагском Воскресенском соборе и настоятелем сербской церкви святого великомученика Георгия в Восточном Чикаго.
Устроив церковную жизнь своего прихода, он в 1965 году удалился на Святую Гору Афон в Хиландарский монастырь, где проживал до 1976 года и был возведён в достоинство архимандрита Константинопольским патриархом Димитрием. Некоторое время исполнял послушание старейшины (протоса) Светой Горы, а в Хиландарской обители нёс послушание библиотекаря.
В 1987 году окончил Свято-Троицкую духовную семинарию при русском монастыре Святой Троицы в Джорданвилле.
Священный Архиерейский Собор Сербской православной церкви на очередном заседании с 14 по 24 мая 1988 года в Белграде избрал архимандрита Хризостома епископом Западно-Американским.
10 июля 1988 года рукоположен во епископа Западно-Американского. Хиротонию совершили: Патриарх Сербский Герман, епископ Рашско-Призренский Павел (Стойчевич), епископ Жичский Стефан (Боца) и епископ Шумадийский Савва (Андрич).
С мая 1992 года — епископ Банатский.
С декабря 1993 по 26 июня 1994 года также временно управлял Браничевской епархией.
Во время управления Банатской епархией он восстановил епископскую резиденцию, несколько храмов, основал монастырь Средиште близ Вршаца и активную развивал издательскую деятельность в епархии.
C 8 июня 2003 года — епископ Жичский.
С 19 ноября 2010 по 13 февраля 2011 года временно управлял Крушевацкой епархией.
Скончался 18 декабря 2012 года в Кралеве (Сербия).